# The Boxing Mirror
The Boxing Mirror je osmé sólové studiové album amerického hudebníka Alejandra Escoveda. Vydáno bylo v květnu roku 2006 společností Back Porch Records a jeho producentem se stal velšský hudebník John Cale, Escovedův dlouholetý hrdina a později kamarád. Kromě nich na albu hraje dalších jedenáct hudebníků. Deska obsahuje celkem jedenáct písní různých žánrů. Stejně jako na starších albech, i písně z desky The Boxing Mirror jsou autobiografické, v tomto případě se zabývají tématem smrti a uzdravení. Escovedo v letech předcházejících vydání alba téměř zemřel kvůli dlouhodobě neléčené hepatitidě C a v jiných písních vzpomíná na svého zesnulého otce. Kritika album hodnotila převážně pozitivně, několik recenzentů jej v rámci Escovedovy tvorby označilo za mistrovské dílo.

## Historie
Svou sedmou řadovou desku By the Hand of the Father vydal Escovedo v květnu 2002. V příštím roce při jednom koncertu v arizonském městě Tempe zkolaboval v důsledku dlouholetého žití s neléčenou hepatitidou C. S nemocí žil již od sedmdesátých let, kdy se jí nakazil kvůli nitrožilnímu užívání drog. Diagnostikována mu byla až v roce 1996. Až do kolapsu při vystoupení však léčení nevěnoval příliš pozornosti. Po něm mimo jiné přestal pít alkoholické nápoje. Následně se začal léčit interferonem, zanedlouho však jeho imunitní systém vybuchl, on se začal ubírat holistickým směrem a stav jeho mysli a těla se začal zlepšovat. Jelikož nebyl pojištěn, nemohl si dovolit platit za lékařskou péči spojenou s léčbou hepatitidy. Řada jeho přátel a obdivovatelů z hudebního průmyslu tedy zorganizovala několik benefičních koncertů a nakonec také tributní album Por Vida: A Tribute to the Songs of Alejandro Escovedo, na které svými interpretacemi Escovedových písní přispěli například Ian Hunter, Jennifer Warnes, skupina Calexico a také velšský hudebník John Cale (ten konkrétně přispěl písní „She Doesn't Live Here Anymore“).
Když se Escovedo koncem roku 2005 vyléčil, rozhodl se nahrát nové album pod produkčním dohledem John Calea. S tím se znal již od roku 1978 a ke spolupráci se jej snažil zlákat již řadu let. Myšlenka, že by album produkoval právě on, se mu dlouhá léta zdála být nedosažitelným snem. S nahráváním začali v prosinci 2005 ve studiu The Lair v Los Angeles. První dva týdny probíhaly tak, že si spolu dva hudebníci sedli – Escovedo za mikrofonem s kytarou a Cale s klávesami – a položili základy pro chystanou desku. Následně přizvali dalších jedenáct hudebníků, mezi nimiž byli baskytarista Mark Andes ze skupin Spirit a Heart, kytarista Jon Dee Graham, jenž s Escovedem hrál v osmdesátých letech v kapele True Believers, violoncellista Matt Fish, houslistka Susan Voelz a další. Cale kromě produkce hraje také na klávesy a kytaru. Ze všech hudebníků Escovedo vyzdvihoval Grahama a osobitý zvuk jeho hraní na kytaru.
Smyčcové nástroje mají netradiční aranžmá, která Cale navrhl tak, aby šla proti klasickému vzdělání hráčů. Cale dále Escoveda donutil, aby nezněl jako nemocný člověk, ale byla z jeho hlasu cítit sebejistota. Escovedo uvedl, že jej to přimělo zkusit věci, které nikdy dříve nezkusil. Kromě toho řekl, že dopředu věděl, že spolupráce s Calem udělá z klasických rockových písní hlučnější písně a u balad najde „idiosynkratické“ způsoby, jak je udělat zajímavějšími.
Vedoucí producentkou alba byla Caleova manažerka Nita Scott a vyšlo 2. května 2006 prostřednictvím vydavatelství Back Porch Records.

## Skladby

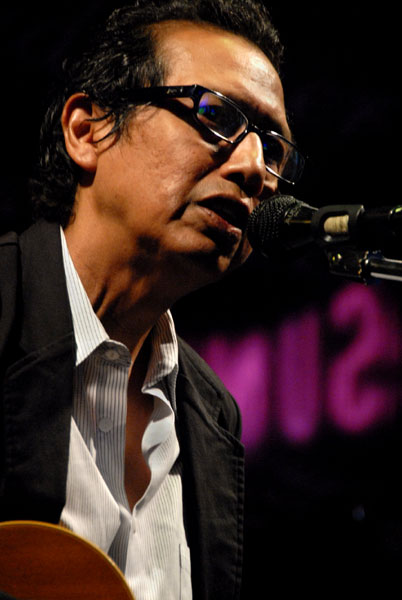
Alejandro Escovedo (2007)

Album otevírá píseň „Arizona“, v níž Escovedo zpívá o svém zhroucení právě v Arizoně – „Dej si na mě další drink / Jsem prázdný již od Arizony.“ Escovedo uvedl, že zpívání těchto slov mu pomáhá v tom, aby zůstal bez alkoholu. Výrazným prvkem písně je violoncello. Jde o první píseň, kterou Escovedo napsal po svém kolapsu. Píseň má ještě druhý význam – v Arizoně Escovedo poprvé potkal svou manželku. Následuje píseň „Dear Head on the Wall“, které dominuje houslový riff v podání Susan Voelz. Text písně vychází z básně Escovedovy manželky Kim Christoff a byl inspirován její návštěvou restaurace, kde viděla obraz jelena s „opuštěnýma“ očima. Album obsahuje celkem tři písně s texty od jeho manželky. Proces transformování do písní začíná ve chvíli, kdy Escovedo prochází její zápisky a poté texty upravuje do formy, kterou je možno zpívat. Z textu od Kim Christoff vychází také třetí píseň, „Notes on Air“ – ta je jedinou písní z desky, na které se Escovedo nepodílel autorsky. Text byl inspirován formací mraků připomínající laň. Píseň „Looking for Love“ je postavená na klávesovém a bicím motivu. Její historie sahá do roku 2001, kdy Escovedo pracoval na své páté desce A Man Under the Influence a tuto píseň napsal (byť v té době nenahrál) ve spolupráci se zpěvákem Chrisem Stameyem.
Tříminutová píseň „The Ladder“ obsahuje kontrabasový part v podání Wadea Shorta. Cale uvedl, že Short dokáže na svůj nástroj cokoliv, ale nikdy nehraje se smyčcem. Právě z toho důvodu jej Cale donutil svůj part zahrát se smyčcem. „Break This Time“ je přímočará rocková píseň. Sedmou píseň „Evita's Lullaby“ napsal Escovedo pro svou matku v době, kdy zemřel její manžel, za kterého byla vdaná šedesát let. Punková píseň „Sacramento and Polk“, která zobrazuje pokusy o sebevraždu, je poctou době, kdy Escovedo působil v sanfranciské kapele The Nuns. Následuje klidnější píseň „Died a Little Today“, v níž zpěvák reflektuje období, kdy téměř zemřel kvůli vedlejším účinkům léčby. Coververzi této písně vydal roku 2018 hudebník James Williamson na svém albu Behind the Shade. Skladba „Take Your Place“, postavená na akordech a melodii od Marka Andese, se na albu vyskytuje ve dvou odlišných verzích; první je postavená na elektronických klávesách typických pro osmdesátá léta, druhá je mnohem lehčí. Značný vliv na zvuk první verze má Cale, který ji na Escovedovu žádost „zdekonstruoval“. Píseň „The Boxing Mirror“ vznikla z textu, který napsala Escovedova manželka na počest jeho zesnulého otce. Její název, a tedy zároveň název celého alba, je narážkou na Escovedovy vnitřní boje.
Escovedo prohlásil, že přes veškerá negativní témata, kterými se písně na desce zabývají, jsou na ní také prvky lásky, radosti a optimismu.

## Kritika
Kritik Greg Kot album ve svém článku pro Chicago Tribune označil za vůbec nejlepší počin v Escovedově kariéře a dodal, že deska obsahuje veškeré styly, které Escoveda ovlivnily – punkovou rychlost, latinskoamerické balady, smyčcový komorní pop i kytarový rock. Desku chválil také Nate Guidry ve svém článku pro Pittsburgh Post-Gazette, kde ji označil za patrně nejsilnější desku, jakou dosud nahrál. Za jedno z nejlepších alb Escovedovy kariéry (byť s několika „přešlapy“ v podobě písní „Looking for Love“ a „Take Your Place“) desku považuje také recenzent Andrew Gilstrap píšící pro PopMatters, jenž dále například poznamenal, že John Cale byl správnou volbou pro desku s tolika protichůdnými prvky.
Podle Thoma Jureka z Allmusic je deska „brilantní“ a „Escovedovo mistrovské dílo“. Michael Fremer ve své recenzi pro Analog Planet vychvaloval mimo jiné upřímně vyjádřené emoce a desku nazval jako „produkt zkušenosti, nepřízni osudu a zejména inspirace.“ Recenzent Curtis Ross v recenzi pro The Tampa Tribune o albu prohlásil, že jeho „produkce je svěží a aktuální, melodie jsou v popředí a tempo je neúprosně efektivní.“ Eric R. Danton z Associated Press desku označil za „přesvědčivé mistrovské dílo.“ Podobně učinil i Jim Musser z Iowa City Press-Citizen, který rovněž uvedl, že je „smělá, zkoumající a dokonalá.“
Existují však i negativnější recenze. Tom Coombe píšící pro The Morning Call se podivoval nad všemi recenzemi, které desku označují za mistrovské dílo, a uvedl, že „zní ospale.“ Noviny Northwest Herald většinu alba hodnotily kladně, ale hlavně písně „Looking for Love“ a „Take Your Place“ označily za nepříliš vydařené (primárně z důvodu použití „osmdesátkových“ bicích a kláves a „suchého“ zpěvu). Například Jenni Cole z musicOMH napsala, že ji album zklamalo; v porovnání s deskou Bourbonitis Blues, která byla kolekcí starších nevydaných nahrávek, se jí album The Boxing Mirror zdálo příliš „na půli cesty“ a „předem promyšlené“ na někoho s tak bohatou minulostí.
Album se umístilo na 38. příčce hitparády Top Heatseekers časopisu Billboard.

## Seznam skladeb
| Pořadí         | Název                              | Autor | Délka |
| -------------- | ---------------------------------- | --- | ----- |
| 1.             | Arizona                            | Alejandro Escovedo | 4:51  |
| 2.             | Dear Head on the Wall              | Escovedo, Kim Christoff | 3:40  |
| 3.             | Notes on Air                       | Bukka Allen, Kim Christoff, Rob Gjersoe                                                                                     | 4:14  |
| 4.             | Looking for Love                   | Escovedo, Chris Stamey | 4:08  |
| 5.             | The Ladder                         | Escovedo | 2:55  |
| 6.             | Break This Time                    | Escovedo | 4:04  |
| 7.             | Evita's Lullaby                    | Escovedo | 4:23  |
| 8.             | Sacramento and Polk                | Escovedo | 4:54  |
| 9.             | Died a Little Today                | Escovedo | 3:46  |
| 10.            | Take Your Place                    | Escovedo, Brian Standefer, Bruce Salmon, David Pulkingham, Hector Muñoz, Jon Dee Graham, Mark Andes, Matt Fish, Susan Voelz | 3:19  |
| 11.            | The Boxing Mirror                  | Escovedo, Christoff | 5:43  |
| 12.            | Take Your Place (alternativní mix) | Escovedo, Standefer, Salmon, Pulkingham, Muñoz, Graham, Andes, Fish, Voelz                                                  | 3:11  |
| Celková délka: | Celková délka:                     | Celková délka: | 49:07 |

## Obsazení
Hudebníci

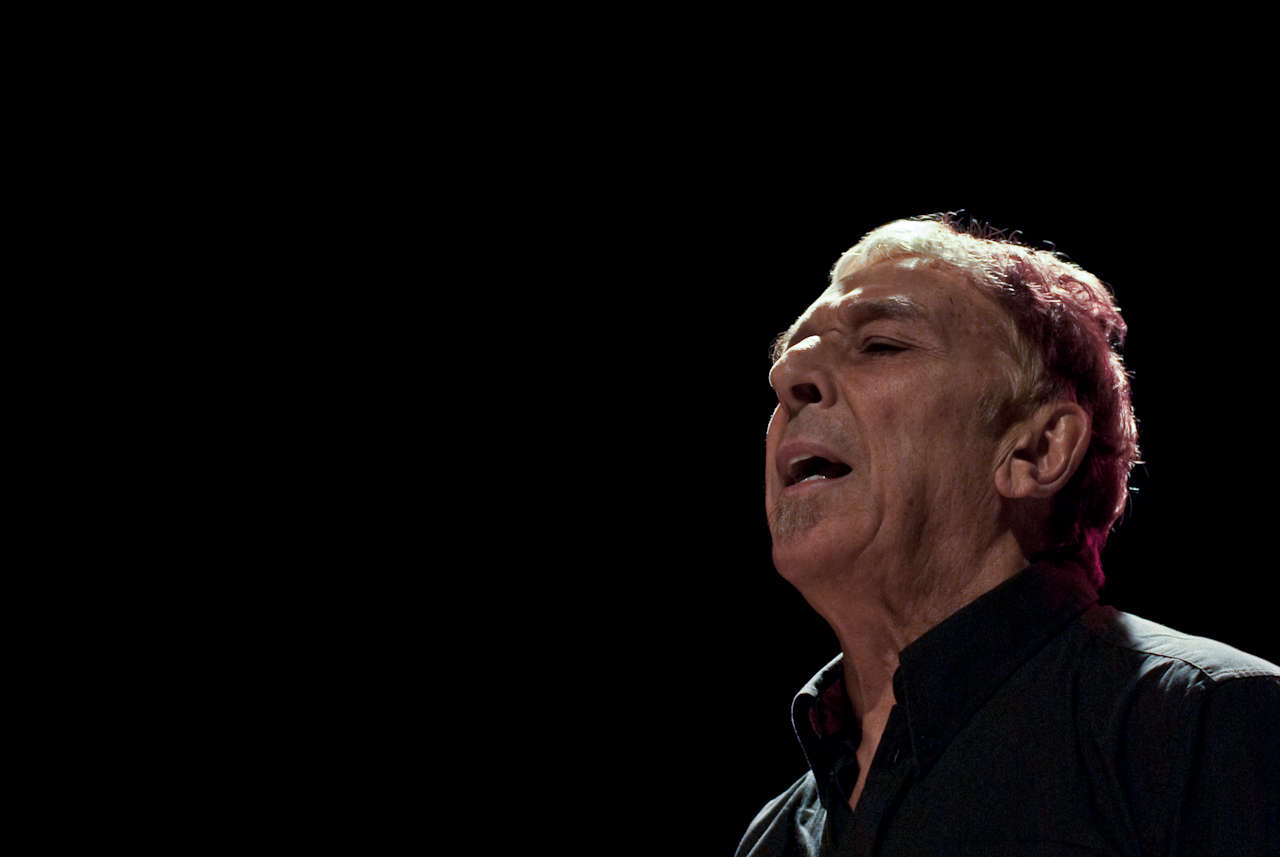
Producent alba John Cale (2011)

- Alejandro Escovedo – zpěv, akustická kytara, elektrická kytara
- Mark Andes – baskytara, doprovodné vokály
- John Cale – kytara, klávesy
- Larry Goetz – baskytara, kytara
- Jon Dee Graham – kytara
- Otoño Lujan – akordeon
- Hector Muñoz – bicí
- David Pulkingham – akustická kytara, elektrická kytara, doprovodné vokály
- Bruce Salmon – klávesy, doprovodné vokály
- Wade Short – kontrabas
- Brian Standefer – violoncello
- Matt Fish – violoncello
- Susan Voelz – housle, doprovodné vokály

Technická podpora
- John Cale – produkce
- Larry Goetz – nahrávání, mixing
- Rouble Kapoor – zvukový inženýr (mix)
- Scott Gutierrez – zvukový inženýr (mix)
- Alan Yoshida – mastering
- Wesley Kimler – malby na obalu
- Michael Cano – malby na obalu
- Sandro Miller – fotografie v bookletu
- Nita Scott – vedoucí producent